# Valdemar Langlet

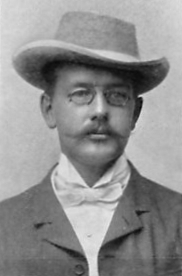
Langlet in 1906

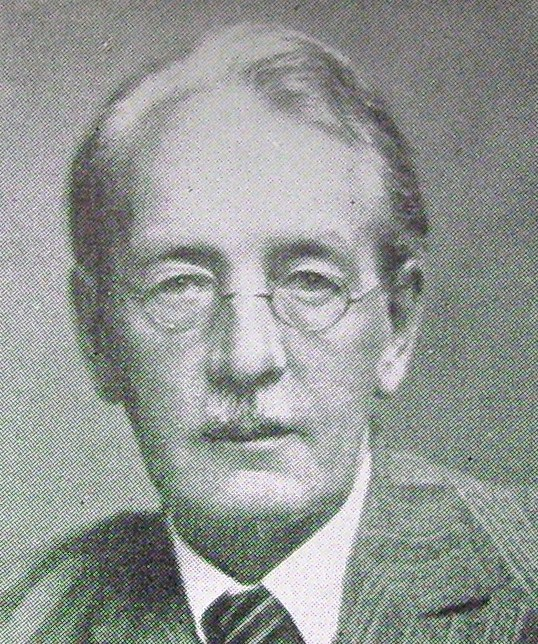
Langlet op oudere leeftijd

Valdemar Langlet (Lerbo (Katrineholm), 17 december 1872 - Stockholm, 16 oktober 1960) was een Zweeds journalist en vooraanstaand esperantist. 
Samen met zijn echtgenote Nina Borovko-Langlet redde hij tijdens de Tweede Wereldoorlog veel Joden in Boedapest door ze Zweedse documenten te verschaffen. Geïnspireerd door Langlet gebruikte Raoul Wallenberg dezelfde methode om Joden in Boedapest te redden.

## Biografie

### Jonge jaren
Valdemar Langlet was een zoon van de Zweedse architect Emil Viktor Langlet en de schrijfster Mathilda Langlet. Hij studeerde aan de Universiteit van Uppsala en in Duitsland, Oostenrijk en Zwitserland. Vervolgens werkte Langlet onder meer als journalist en redacteur voor een reeks Zweedse kranten, waaronder Svensk Handelstidning en Svenska Dagbladet. Hij schreef boeken over actuele gebeurtenissen zoals de Eerste Wereldoorlog en de Russische Revolutie. Daarnaast schreef hij reisverslagen over zijn reizen naar Rusland, waarbij hij onder meer Leo Tolstoj ontmoette, en naar Hongarije. 
In 1890 leerde hij Esperanto spreken. Hij was in 1891 een van de stichters van de Esperantovereniging van Uppsala (de tweede Esperantovereniging ter wereld) en diende een groot aantal jaren als voorzitter van deze vereniging. Hij was ook de eerste redacteur van het Esperantotijdschrift Lingvo internacia en diende als eerste voorzitter van de in 1906 gevestigde Zweedse Esperantoverbond tot de splitsing tussen aanhangers van Esperanto en Ido in 1909.
In 1899 huwde hij met de esperantist Signe Blomberg uit de Finse stad Turku. Na haar dood in 1921 hertrouwde hij in 1925 met een Russische esperantist, Nina Borovko. In 1932 werd hij aangenomen als docent Zweeds aan de Universiteit van Boedapest. In 1938 ging hij ook werken als (onbetaald) cultureel attaché aan de Zweedse ambassade in Boedapest.

### Tweede Wereldoorlog
In 1944 begonnen Langlet en zijn vrouw met noodhulp voor slachtoffers van de nazi's onder de vlag van het Zweedse Rode Kruis. Langlet werd in augustus 1944 formeel benoemd als vertegenwoordiger van het Zweedse Rode Kruis in Boedapest, hoewel hij niet op de benoeming had gewacht en al maanden eerder was begonnen met het uitdelen van noodhulp.
Langlet en zijn vrouw deelden voedsel en medicijnen uit en vonden weeshuizen en onderduikadressen voor hulpbehoevende mensen. Soms verborgen ze heimelijk mensen die werden vervolgd omdat ze Joods waren of om een andere reden ongewenst werden geacht door de Hongaarse Pijlkruisers en de Duitse SS.
Tijdens het laatste jaar van de oorlog werden vele duizenden Hongaarse Joden op transport gezet naar de vernietigingskampen. Langlet had al in de eerste jaren van zijn verblijf in Boedapest een aantal warme vriendschappen gesloten met een reeks Joodse families en merkte begin 1944 dat een aantal van zijn Joodse vrienden plotseling verdwenen. Sommigen spraken met Langlet over hun angst om gearresteerd te worden en naar de kampen gestuurd te worden. 
Langlet besloot om zijn connecties met de Zweedse ambassade te gebruiken om deze mensen een schijnbaar officiële relatie met Zweden te geven. In naam van het Zweedse Rode Kruis begon hij documenten te drukken. Deze Schutzbriefe verklaarden dat de drager de Zweedse nationaliteit had en dat die persoon onder "speciale Zweedse bescherming" stond. De documenten hadden geen officiële legitimiteit, maar het was genoeg om indruk te maken op politieagenten of militairen. Duizenden van dergelijke documenten werden gedrukt en uitgedeeld aan Hongaren. Ook bracht Langlet veel mensen onder in een reeks kloosters en ziekenhuizen die onder bescherming van het Rode Kruis stonden.
In december 1944 vielen de Pijlkruisers het kantoor van het Zweedse Rode Kruis binnen en maakten een einde aan de activiteiten van Langlet. Na afloop van de oorlog verlieten de Langlets op 26 mei 1945 Hongarije en keerden terug naar Zweden, waar ze op een boerderij gingen wonen in de buurt van Langlets geboorteplaats. Langlet begon weer met schrijven terwijl zijn vrouw pianolerares werd. Langlet schreef onder meer een boek over zijn oorlogservaringen in Boedapest.

## Erkenningen

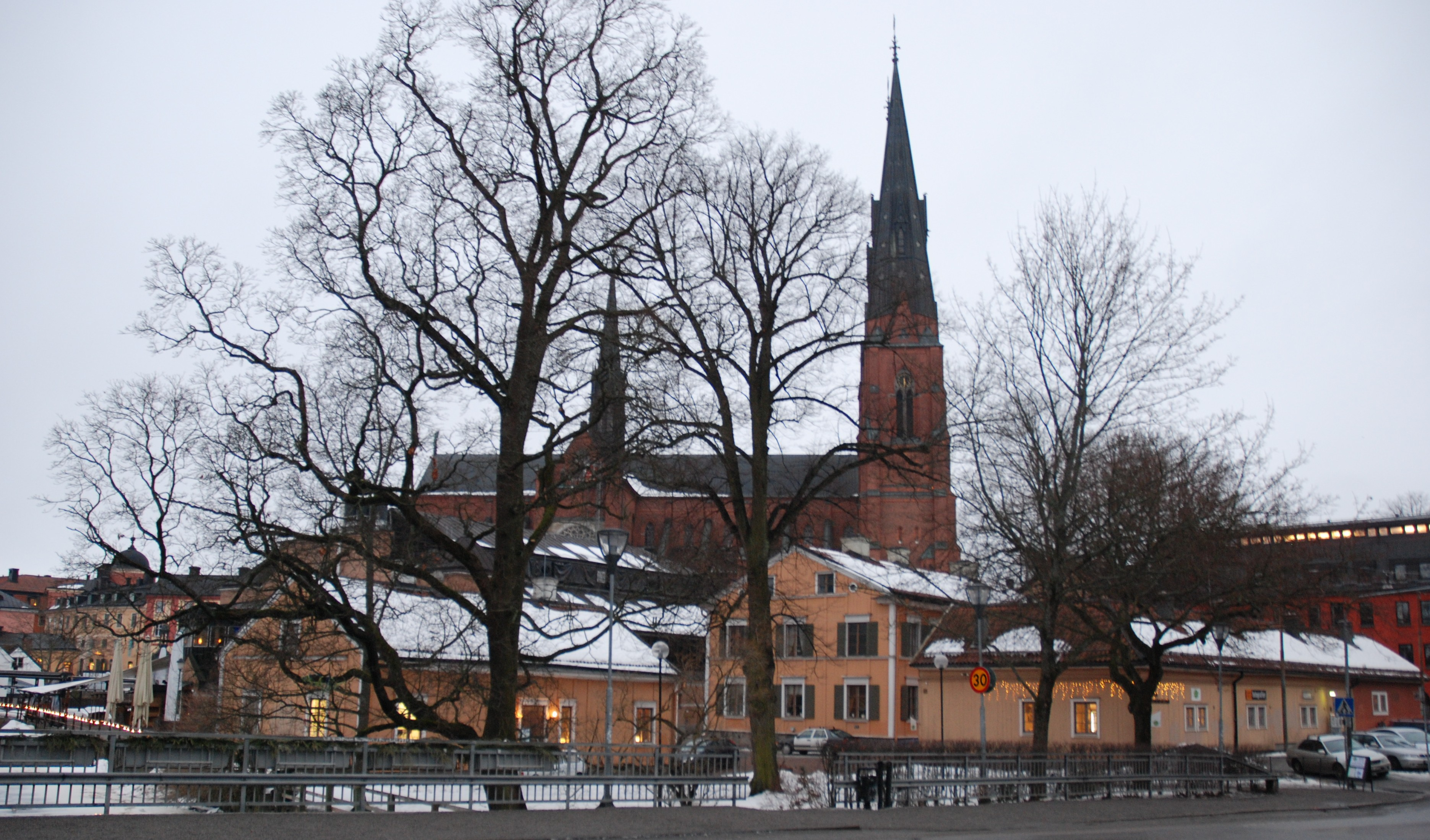
Valdemar Langlets plats, een plantsoen in Uppsala dat in 2012 naar Langlet vernoemd werd

Voor zijn werk tijdens de Tweede Wereldoorlog kreeg Langlet onder meer de Zweedse Orde van de Poolster en het zilveren kruis van het Zweedse Rode Kruis. Ook werd hij onderscheiden met de Finse Orde van het Vrijheidskruis voor zijn steun aan de Finse onafhankelijkstrijd in 1918.
In 1965 werden Langlet postuum door Jad Wasjem erkend als Rechtvaardige onder de Volkeren. Hierbij kreeg hij ereburgerschap van de staat Israël.
In Boedapest is een straat naar hem vernoemd, Lánglet Waldemár utca, en in Uppsala is een plantsoen naar hem vernoemd. Zijn portret hangt in de Zweedse nationale portretgalerij in Slot Gripsholm.